# 斉家文化
斉家文化（せいかぶんか）は、中国甘粛省の黄河上流域を中心に紀元前2400年頃から紀元前1900年頃にかけて存在した新石器時代末期から青銅器時代初期の文化。名称は、1923年に考古学者ユハン・グンナール・アンデショーン（Johan Gunnar Andersson、ヨハン・アンダーソン、北京原人の発見者）によって発見されたこの文化の主要遺跡・斉家坪遺跡（甘粛省広河県斉家坪の隝河河畔）に由来する。

## 時代と地域
アンデショーンは遺跡を発見した当時、斉家文化をこの地域で最も初期の新石器文化と考え、甘粛省・河南省の仰韶文化は斉家文化から発展したものと考えた。しかしその後の調査により青銅器などが発見され、斉家文化は仰韶文化の後の時代である紀元前2400年頃から紀元前1900年頃に生まれた文化とされるようになった。斉家文化は、末期には西から東へと縮小し、人口の減少に苦しめられた。
斉家文化の分布は黄河上流の甘粛省蘭州市一帯を中心とし、東は陝西省の渭水上流に及び、西は青海省東部の湟水河流域に、北は寧夏回族自治区および内モンゴル自治区に及ぶ。遺跡の数は300か所以上で、斉家坪遺跡のほかに甘粛省永靖県の大河荘遺跡と泰魏家遺跡、武威市の皇娘娘台遺跡、青海省海東市楽都区の柳湾遺跡などがある。青海省民和回族土族自治県の喇家遺跡もこの文化との関係があるとみられる。

## 特色
斉家文化の陶器で主要なものは黄色陶器で、紋様が表面に描かれており中でも縄紋が多い。粟類が陶器から発見されており、農耕文化があったことがわかる。粟などを栽培するのは仰韶文化の影響を受けたものと考えられる。このほか、大量の動物の骨が見つかっており、動物を飼い馴らしていたこと、動物の骨を焼いて占いを行っていたことがわかる。馬の飼育の痕跡はこの文化の遺跡で広く見られる。
また銅も、銅鏡などの装飾のみならず道具作りに使われていた。銅で作った器物がすでに出現しており、さらに銅と錫の合金（青銅）の器物も発見された。
斉家文化の墓地と村落も発掘されている。大多数の墓は一人用であったが、成年男女を合葬したものもあり、合葬されている男性は仰向けで四肢をまっすぐにし、女性は体を折り曲げた状態であった。墓中からは多数の石器や陶器が陪葬品として見つかった。さらに地上には宗教建築のような石造の建築物もあった。